# Bożenna Zawirska
Bożenna Stanisława Zawirska (ur. 30 czerwca 1923 w Zbarażu, zm. 2007) – polska patomorfolog i onkolog, profesor nauk medycznych, nauczycielka akademicka.

## Życiorys
W latach 1949–1951 pracowała jako zastępca asystenta, następnie do 1954 r. jako młodszy asystent, a w latach 1954–1956 starszy asystent. Doktoryzowała się w 1956 r. i od tego czasu pracowała do 1967 r. jako adiunkt. Habilitowała się w 1964 r. i w latach 1967–1977 zajmowała stanowisko docenta, a od 1977 r. profesora nadzwyczajnego. W 1987 r. została profesorem zwyczajnym w Zakładzie Anatomii Patologicznej Akademii Medycznej we Wrocławiu. W latach 1979–1990 była kierownikiem Katedry i Zakładu Anatomii Patologicznej, a od 1968 do 1970 r. prodziekanem Wydziału Lekarskiego
Zmarła w 2007 r. i została pochowana na cmentarzu św. Wawrzyńca przy ul. Bujwida we Wrocławiu.